# 介山
介山（穆麟德轉寫：jaisan，1622年—1695年），舒舒覺羅氏，滿洲鑲藍旗，清朝政治人物、清朝刑部尚書。
曾任左都御史。康熙十六年四月庚戌，接替吳達禮，擔任清朝刑部尚書，后改吏部尚書。由郭四海接任。